# Problema de dispersión inversa
En matemáticas y física, el problema de dispersión inversa es el problema de determinar características de un objeto, basado en datos sobre cómo se dispersa la radiación o partículas entrantes. Es el problema inverso al problema de dispersión directa, que consiste en determinar cómo se dispersa la radiación o las partículas en función de las propiedades del dispersor.
Las ecuaciones de solitones son una clase de ecuaciones diferenciales parciales que pueden estudiarse y resolverse mediante un método llamado transformación de dispersión inversa, que reduce las EDP no lineales a un problema de dispersión inversa lineal. La ecuación de Schrödinger no lineal, la Ecuación de Korteweg-de Vries y la ecuación de KP son ejemplos de ecuaciones de solitón. En una dimensión espacial, el problema de dispersión inversa equivale a un problema de Riemann-Hilbert. Desde su primera declaración para la radiolocalización, se han encontrado muchas aplicaciones para técnicas de difusión inversa como ecolocalización, encuesta geofísica, pruebas no destructivas, imagen médica, teoría cuántica de campos.